# Брыла, Стефан
Стефан Владислав Брыла (пол. Stefan Władysław Bryła, 17 августа 1886, Краков — 3 декабря 1943, Варшава) — польский инженер-строитель, архитектор, доктор технических наук, пионер сварки.

## Биография
Окончил реальную школу в Станиславе, учился в Львовской политехнике и учебных заведениях Шарлоттенбурга, Парижа и Лондона. С 1909 года — доктор технических наук. В том же году стал членом Политехнического общества во Львове. Впоследствии, в 1918 году, входил в правление общества, как заместитель секретаря. С 1910 года — доцент Львовской политехники.
Во время российской оккупации Львова с ноября 1914 года возглавлял городскую полицию, а в июне следующего года вывезен из Львова в качестве заложника в Российскую империю. В течение 1915—1918 годов возглавлял Союз польских инженеров и техников в Российской империи. С 1921 года — профессор кафедры строительства мостов. В 1927 году организовал коллектив авторов и издал учебник для инженеров («Podręcznik inżynierski w zakresie inżynierji lądowej i wodnej»), который, после двухтомника Владислава Скварчинского, был вторым в своем роде. С 1934 года работал в Варшавской политехнике. Проектировщик первого в Европе сварного дорожного моста на реке Слудва под Ловичем. Автор более 150 научных работ. Впервые в мире разработал нормативы для строительства стальных конструкций. В 1931 году входил в состав жюри закрытого конкурса на проект здания Школы строительства в Люблине.
Во время немецкой оккупации Польши был арестован гитлеровцами и вместе с семьей расстрелян. Похоронен на кладбище Старые Повонзки, поле № 57-IV-27.

## Проекты
- Сварной мост на реке Слудва под Ловичем (1927).
- Сварные конструкции 14-этажного дома Скарбового управления в Катовице (1931)[8]
- Отель «Варшава» (1932).
- Варшавский небоскреб «Prudential» (1931—1933 , соавтор Мартин Вайнфельд, Венчеслав Пониж).[9]
- Корпус Ягеллонской библиотеки в Кракове (1937).
- Жилой дом для офицеров на 56 семей во Львове на нынешней улице Бортнянского, 34. Заказчик — Фонд военного квартирования. Строила фирма «Inż. Landau».[10]